# Osowate
Osowate (Vespidae) – rodzina owadów błonkoskrzydłych (Hymenoptera) z grupy żądłówek, z nadrodziny os (Vespoidea), czasami również określana nazwą osy.

## Występowanie
Rodzina ma zasięg kosmopolityczny – osowate są rozprzestrzenione na wszystkich kontynentach, poza Antarktydą, ale większość gatunków występuje w strefie tropikalnej i subtropikalnej. Największym gatunkiem występującym w Europie Środkowej jest szerszeń europejski (Vespa crabro).
Stopień rozpoznania faunistycznego tej grupy owadów, zarówno na świecie, jak i w Polsce jest słaby. Na obszarze Polski odnotowano 13 gatunków os właściwych oraz prawie 50 gatunków kopułek.

## Budowa

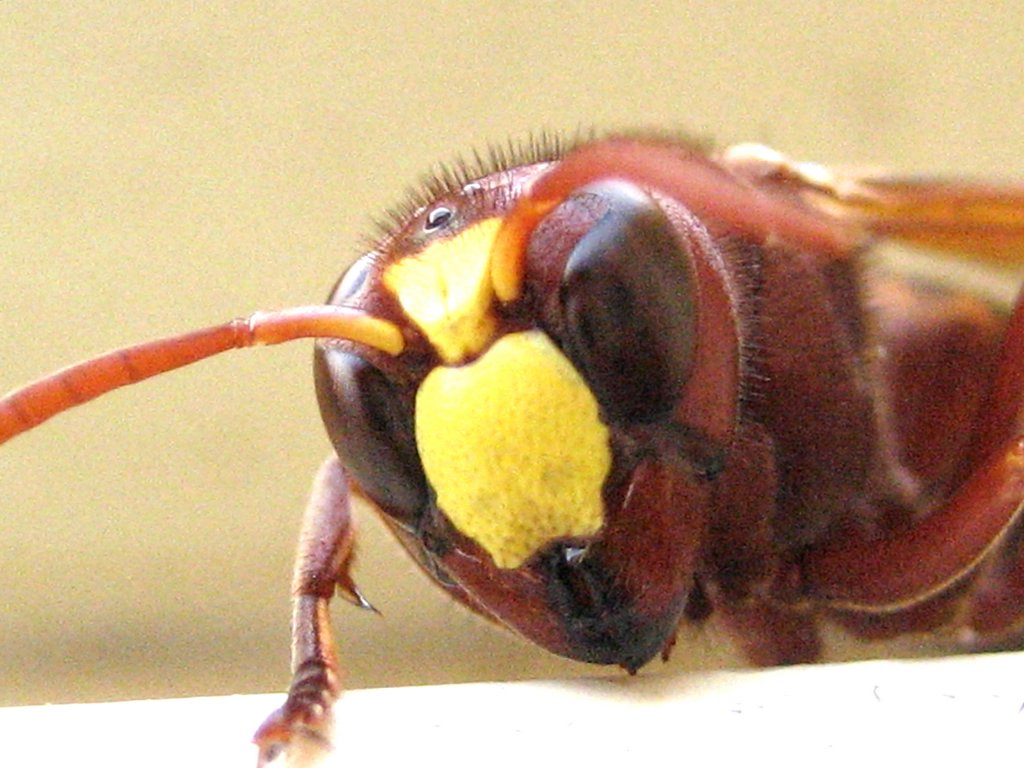
Na głowie tej osy widoczne jest oko złożone, przyoczka, czułki i żuwaczki

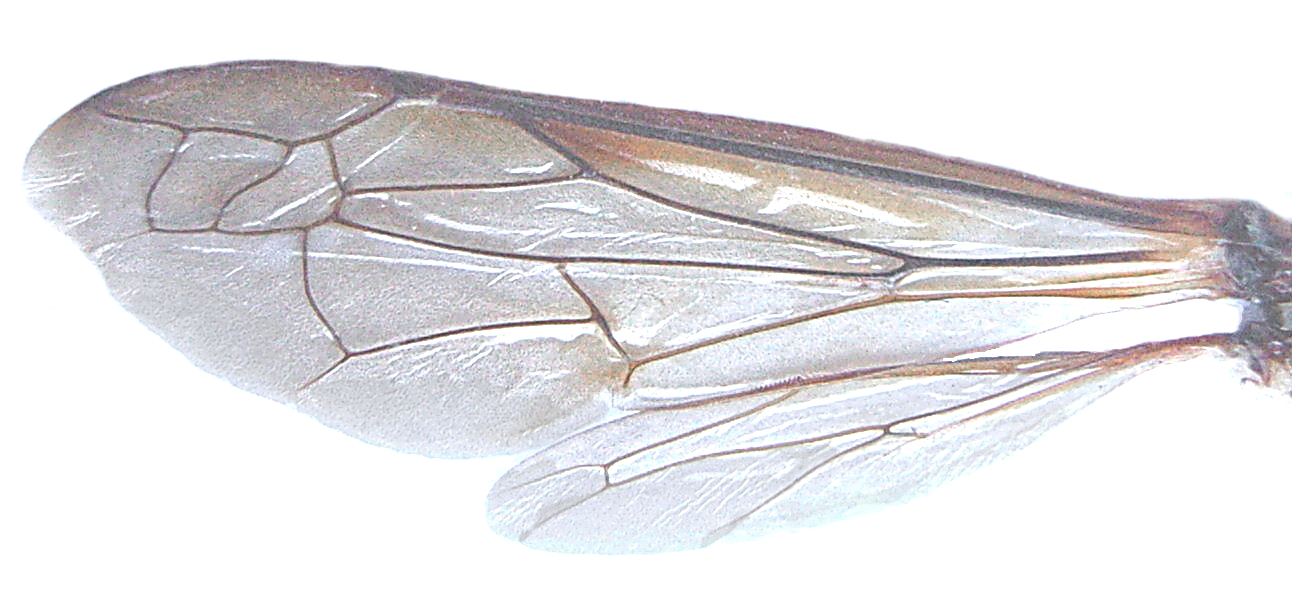
Przednie i tylne skrzydło z widocznym użyłkowaniem

Wśród osowatych są owady średniej wielkości i duże – o długości ciała od 7 mm do 45 mm, dość masywnie zbudowane. Największe rozmiary osiągają królowe gatunków społecznych z rodzaju Vespa. Dorosłe osobniki mają najczęściej czarne lub brązowe ubarwienie, często z żółtymi lub białawymi deseniami. Osy powszechnie występujące w klimacie umiarkowanym mają czarne ciało z żółtymi pasami. Część odwłoka i nogi niektórych gatunków są czerwone. Ze strefy tropikalnej znane są osowate o barwie fioletowej, zielonej, z metalicznym połyskiem. W pozycji spoczynkowej przednie i tylne skrzydła owada rozdzielają się, przykrywając odwłok. Pierwsza para skrzydeł układa się w charakterystyczny dla większości osowatych sposób, wzdłuż podłużnej osi ciała. W czasie lotu obydwie pary tworzą wspólne płaszczyzny.
Oczy złożone osowatych mają kształt nerkowaty. Czułki samców mają 13, a samic 12 członów. Odwłok samic jest zakończony żądłem zaopatrzonym w delikatne ząbki, które nie blokują żądła w ciele ofiary..Osa może żądlić wielokrotnie.

## Klasyfikacja
Do osowatych zaliczono ponad 5000 opisanych gatunków. Zgrupowano je w podrodzinach:
- Eumeninae – kopułkowate[7][8], kopułki[4]
- Euparagiinae
- Masarinae
- Polistinae
- Stenogastrinae
- Vespinae (osy właściwe[4])

Ponad połowę gatunków obejmuje podrodzina kopułkowatych.
Typem nomenklatorycznym rodziny jest rodzaj Vespa, a jej taksonem siostrzanym jest rodzina Rhopalosomatidae.

## Biologia i ekologia

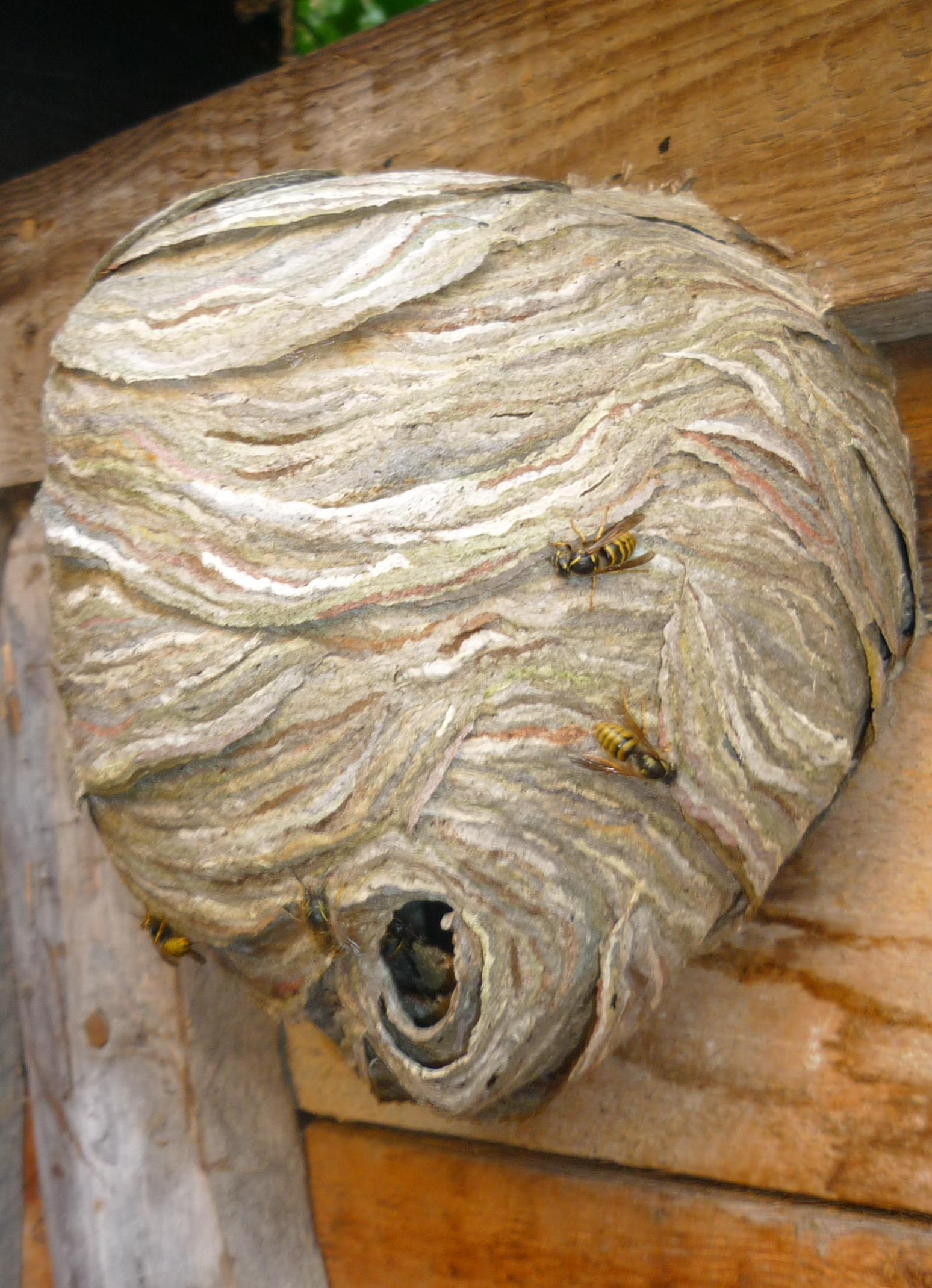
Gniazdo os

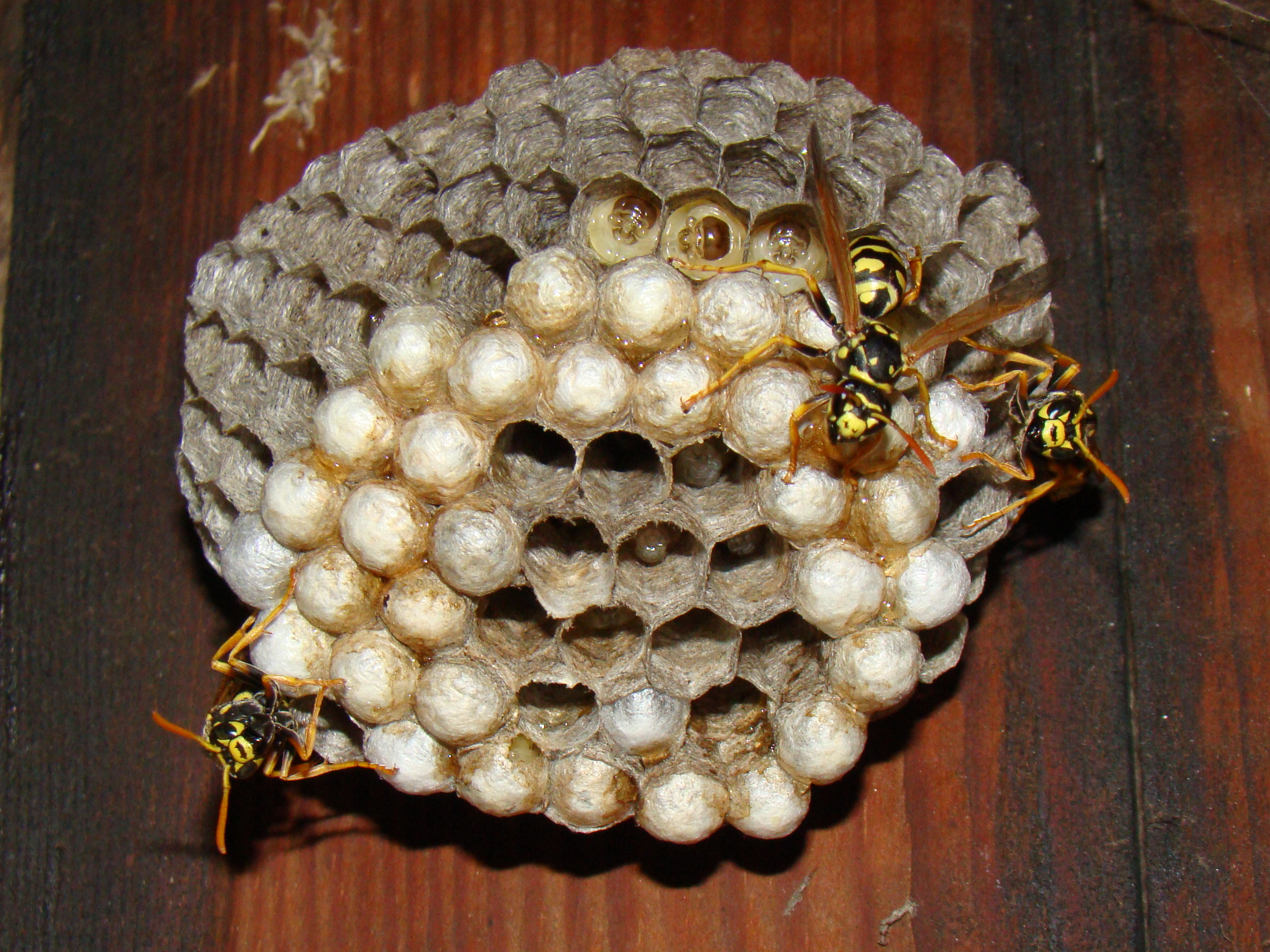
Plaster

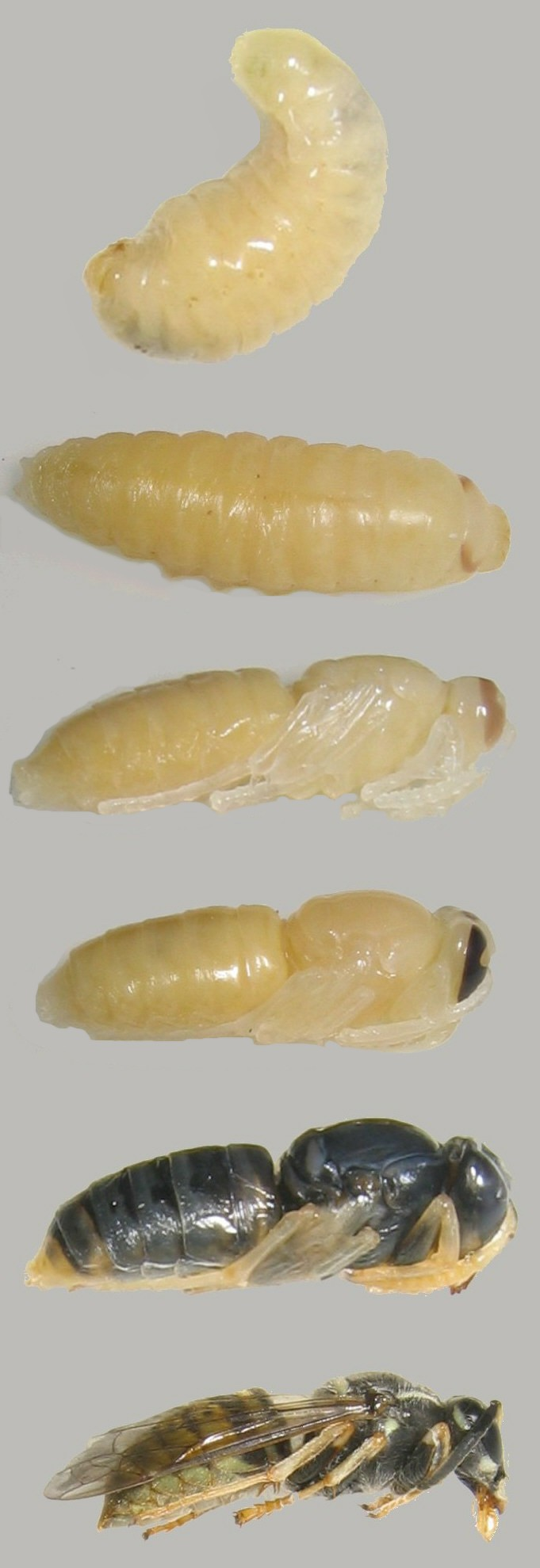
Stadia rozwojowe osy

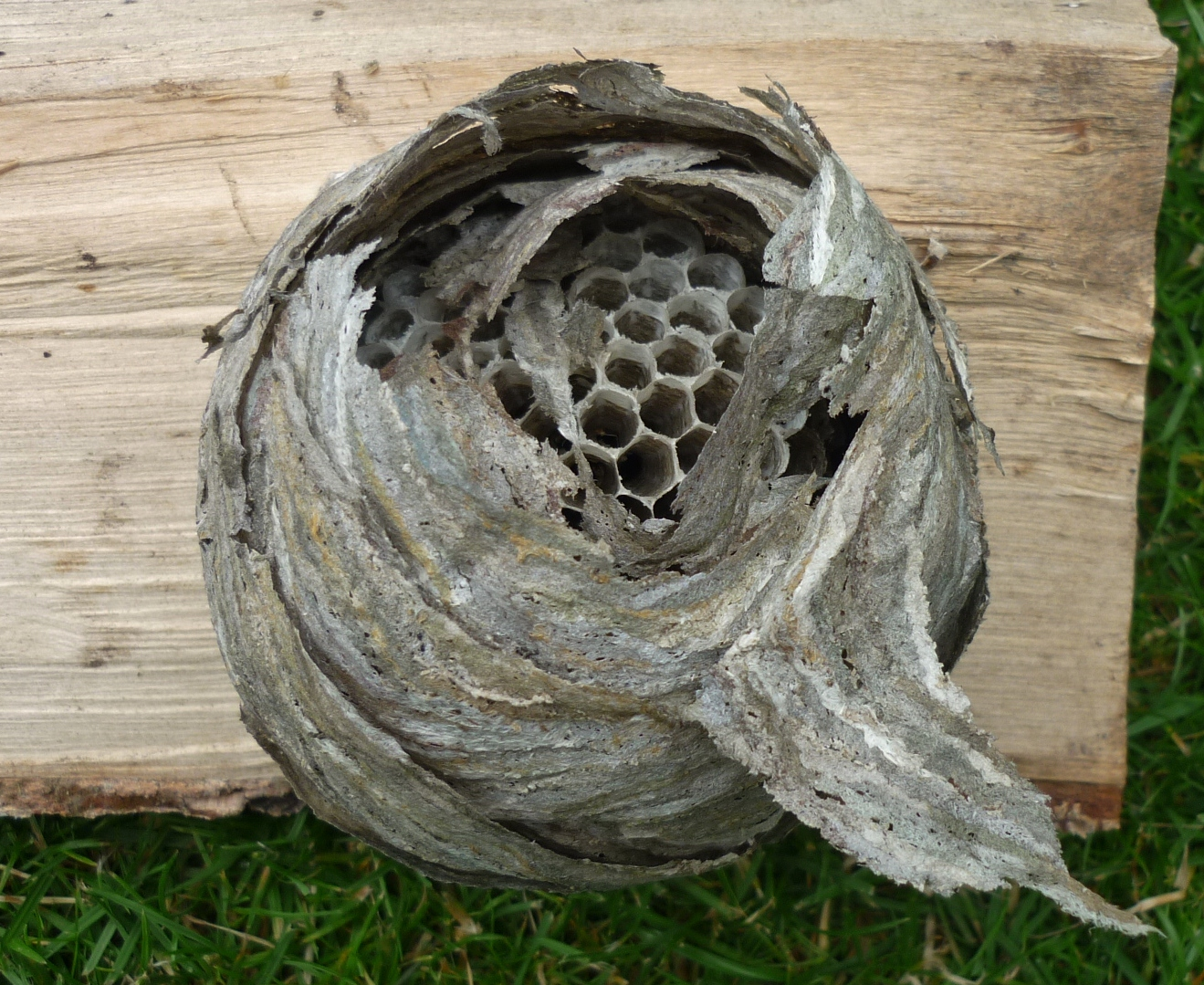
Opuszczone gniazdo z widocznym plastrem

Większość osowatych to gatunki prowadzące samotniczy tryb życia (Eumeninae, Euparagiinae i Masarinae), ale są też gatunki społeczne. Do Polistinae i Vespinae należą owady społeczne o wysokim poziomie wykształcenia struktur socjalnych (gatunki eusocjalne). Stenogastrinae określane są jako prymitywnie eusocjalne. Nieliczne osowate są kleptopasożytami os społecznych. Gatunki społeczne budują gniazda z materiału podobnego do masy papierowej, którą wytwarzają z przeżutej i zmieszanej ze śliną celulozy. Zbierają ją ze starego, rzadziej świeżego drewna. Czasem wykorzystują do budowy gniazd szczątki innych roślin. Umiejscowienie gniazda jest zależne od gatunku – w ziemi, dziuplach, elementach budynków, na drzewach lub krzewach. Wewnątrz gniazda tworzone są plastry złożone z jednej warstwy sześciokątnych komórek, zwykle osłoniętych przestrzeniami powietrznymi izolującymi termicznie gniazdo od otoczenia. Komórki zwrócone są otworem ku dołowi, a układane w nich jaja przyklejane są specjalną wydzieliną.
Osy są wszystkożerne. Głównym pożywieniem larw są owady, od jajeczek do dorosłych osobników. Kiedy wzrastają larwy dziewiczych królowych, osy społeczne poszukują słodkiego pokarmu, a i same po części odżywiają się produktami bogatymi w cukier. Osobniki dorosłe polują na owady, które dostarczają larwom. Same posilają się także spadzią drzew iglastych oraz nektarem z niektórych kwiatów, których budowa pozwala na pobranie słodkiego pokarmu. Osy społeczne mają aparat gębowy typu gryzącego, odmienny od pszczołowatych, bez długiej trąbki, którą mogłyby pobierać nektar z głębokich kielichów kwiatowych. Niektóre osowate nadgryzają owoce (np. szerszeń). Osy klimatu umiarkowanego nie robią zapasów. Pokarm dostarczany jest larwom na bieżąco. W tropikach Ameryki Środkowej i Południowej występują nieliczne gatunki os (z rodzajów Brachygastra, Polistes i Polybia) wytwarzających miód. Jego skład różni się od miodu pszczelego, a ponieważ zbierany jest również z roślin trujących, jest niebezpieczny dla człowieka.
W warunkach klimatu umiarkowanego kolonie osowatych są jednoroczne. Młode królowe przepoczwarczają się pod koniec lata i po zapłodnieniu szukają odpowiedniej kryjówki na zimę. Reszta kolonii, tzn. robotnice i samce, giną. Wiosną młode królowe zakładają nowe kolonie.
W tropikach gniazda wykorzystywane są przez osy przez kilka lat i przybierają czasem znaczne rozmiary.

## Znaczenie gospodarcze
W ekosystemach osowate funkcjonują jako biologiczni reduktorzy wielu gatunków owadów – komarów, meszek, much oraz wielu szkodników ogrodów, lasów i pól uprawnych. Swoje larwy karmią głównie mszycami i gąsienicami innych owadów. Są ważnymi zapylaczami owoców i warzyw. Osy z rodzajów Vespula i Dolichovespula zjadają martwe owady, dżdżownice i inne, w tym znajdowane na śmietnikach. Są roznosicielami niektórych chorób zakaźnych.
W nowo zasiedlanych regionach niektóre gatunki stają się inwazyjnymi szkodnikami. Stanowią znaczny problem w sklepach z wyrobami cukierniczymi i słodyczami, utrudniają pracę osobom zbierającym owoce w sadach, atakują poranione zwierzęta hodowlane. Gatunki nadgryzające korę młodych drzew wyrządzają szkody w sadach i szkółkach leśnych. Osy zaglądają do domostw ludzkich, próbując dostać się do owoców, słodyczy, a nawet mięs.

## Użądlenia
Jad pojedynczego owada nie jest groźny dla człowieka, choć użądlenia są bolesne. Aby wywołać śmierć dorosłego człowieka potrzeba kilkuset użądleń. Wyjątkiem są osoby uczulone, u których jad może wywołać wstrząs anafilaktyczny. Niebezpieczne są użądlenia w jamie nosowo-gardłowej oraz w układzie oddechowym, ze względu na możliwy obrzęk. W przypadku użądlenia osoby uczulonej istotne jest ustalenie rodzaju żądlącej osy.